# Rue Bacquenois
La rue Bacquenois est une voie de la commune française de Reims, située au sein du département de la Marne, en région Grand Est.

## Situation et accès
Elle relie la rue des Poissonniers au boulevard Leclerc.

## Origine du nom
Elle porte le nom de Nicolas Bacquenois imprimeur, il était né à Beine vers 1510 et probablement mort à Verdun, entre 1572 et 1579. il s’installa comme imprimeur dans un premier à Lyon, puis vint à Reims sur les instances du cardinal de Lorraine en 1551 ou 1552. Il y fit paraître, en 1553, son Coustumier de Reims qui fait reference. Son atelier se trouvait dans la rue Saint-Étienne, à l’enseigne Au Lyon en souvenir de son premier établissement.

## Historique
Ancienne rue du Cimetière-de-la-Madeleine.

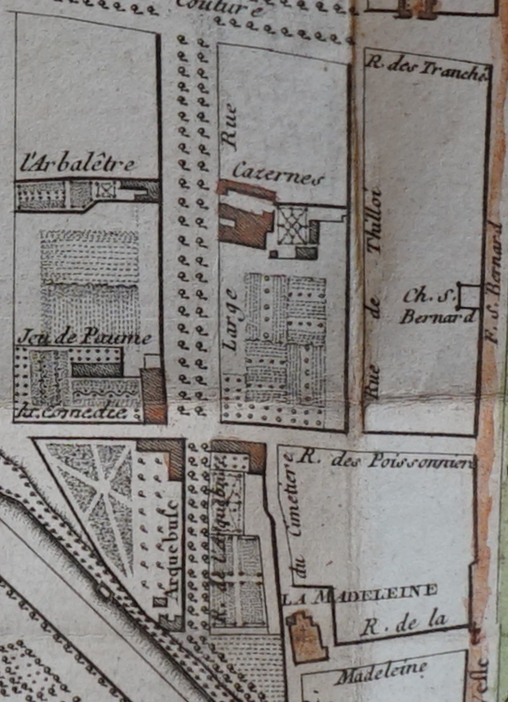
La rue et l'église en 1822, bibliothèque Carnegie (Reims).